# NGC 4475
NGC 4475 is een balkspiraalstelsel in het sterrenbeeld Hoofdhaar. Het hemelobject werd op 11 april 1785 ontdekt door de Duits-Britse astronoom William Herschel.

## Synoniemen
- UGC 7632
- MCG 5-30-8
- ZWG 159.8
- PGC 41225